# Els homes del clan
 Els homes del clan (Klansman) és una pel·lícula estatunidenca dirigida per Terence Young, estrenada el 1974. Ha estat doblada al català.

## Argument
Finals dels anys seixanta. Encara que la majoria de la població d'Atoka (Alabama) és negra, està dominada pels blancs, molts dels quals pertanyen al "Ku Klux Klan", una organització racista que imposa el terror. A aquest poble arriba Loretta, una jove negra que treballa a Chicago.

## Repartiment
- Lee Marvin: Xèrif Track Bascomb
- Richard Burton: Breck Stancill
- Cameron Mitchell: Butt Cutt Cates
- O.J. Simpson: Garth
- Lola Falana: Loretta Sykes
- David Huddleston: Maire Hardy Riddle
- Luciana Paluzzi: Trixie
- Linda Evans: Nancy Poteet
- Vic Perrin: Hector
- Susan Brown: Maybelle Bascomb
- Larry Williams: Lightning Rod
- The Staple Singers: Ells mateixos
- Ed Call: Shaneyfelt
- Hoke Howell: Bobby